# Laura Esquivel
Laura Esquivel (ur. 30 września 1950 w mieście Meksyk) – meksykańska pisarka, autorka m.in. Przepiórek w płatkach róży (Como agua para chocolate) – książkę tę przeniósł na ekran jej mąż Alfonso Arau w 1992 roku.

## Życiorys
Uczęszczała do Escuela Normal de Maestros w Meksyku, kolegium nauczycielskiego, gdzie kończyła wychowanie wczesnoszkolne.
Laura Esquivel zaczęła pisać, kiedy pracowała jako nauczyciel w przedszkolu. Pisała sztuki dla swoich uczniów oraz programy telewizyjne dla dzieci w latach 70. i 80.
W 1975 wyszła za Alfonso Arau, z którym ma córkę Sandrę. Rozwiedli się w 1993. Esquivel wyszła za mąż później za stomatologa Javiera Valdez.
W marcu 2009 Laura Esquivel została wystawiona jak wstępny kandydat do samorządu lokalnego w Dystrykcie XXVII Meksyku przez partię PRD. Jej kandydatura została poparta przez Zjednoczoną Lewicę (Izquierda Unida). Mimo nieprawidłowości, wszystkie karty do głosowania zostały odzyskane, potwierdzając jej zwycięstwo. Laura Esquivel jest obecnie oficjalnym kandydatem nie tylko dla PRD, ale także dla PT i MC.
Mieszka w Meksyku.

## Kariera literacka
W swojej pierwszej powieści, Przepiórki w płatkach róży (1989), wykorzystała elementy realizmu magicznego. Powieść, której akcja toczy się w czasie rewolucji na początku XX wieku w Meksyku, pokazuje znaczenie kuchni w życiu Esquivel. Książka jest podzielona na dwanaście części, nazwanych na cześć kolejnych miesięcy roku, każda rozpoczyna się sekcja z meksykańskiej receptury. Poszczególne rozdziały przedstawiają przygotowanie potrawy i wiążą je ze zdarzeniem w życiu bohatera. Esquivel uważa kuchnię za najważniejszą częścią domu i charakteryzuje ją jako źródło wiedzy i zrozumienia, które przynosi przyjemność. Przepiórki w płatkach róży okazały się sporym sukcesem: przez trzy lata była to najlepiej sprzedająca się książka w Meksyku oraz została przetłumaczona na ponad 20 języków.
Na podstawie Przepiórek w płatkach róż powstał w 1992 film, który reżyserował Alfonso Arau, mąż Laury Esquivel. Film ukazał się w Stanach Zjednoczonych w 1994, równolegle z premierą książki. Adaptacja okazała się kasowym sukcesem. W Meksyku film zdobył Ariel Awards, nagrody Meksykańskiej Akademii Filmowej, w 12 kategoriach, został również wyróżniony nominacjami do BAFTA, Złotego Globu czy Goya.
Jej druga powieść, La ley del amor, również dzieje się w Meksyku, ale tym razem w wieku XXIII, łącząc romans i science fiction.
Jej dotychczas ostatnia powieść, Malinche (2006), opowiada historię z czasów Azteków „o jednej z najbardziej tajemniczych i kontrowersyjnych postaci – Malinalli, bohaterce meksykańskich legend i podań – przez jednych uznawaną za zdrajczynię, przez innych za osobę, bez której podbój Meksyku byłby jeszcze bardziej krwawy”.

## Twórczość
- Como agua para chocolate (1989, polskie wydania: Przepiórki w płatkach róży, tłum. Elżbieta Komarnicka, PIW 1993; Zysk i S-ka 1999; G+J Gruner&Jahr 2008; Znak Literanova 2013).
- La ley del amor (1995, polskie wydanie: Prawo miłości, tłum. Maria Boryska, Zysk i S-ka 2003).
- Íntimas suculencias (1998).
- Estrellita marinera (1999).
- El libro de las emociones (2000).
- Tan veloz como el deseo (2001, polskie wydanie: Z szybkością pragnienia, tłum. Piotr Fornelski, Zysk i S-ka 2002).
- Malinche (2006, polskie wydanie: Malinche. Malarka słów, tłum. Marzena Chrobak, Znak Literanova 2013).
- A Lupita le gustaba planchar (2014).